# Gozdno (Gardzin)
Gozdno – przysiółek wsi Gardzin w Polsce, położony w województwie zachodniopomorskim, w powiecie łobeskim, w gminie Resko.
W latach 1975–1998 przysiółek administracyjnie należał
a do województwa szczecińskiego.